# Semicytherura sandbergi
Semicytherura sandbergi är en kräftdjursart som först beskrevs av Morales 1966.  Semicytherura sandbergi ingår i släktet Semicytherura och familjen Cytheruridae. Inga underarter finns listade i Catalogue of Life.